# Philipp May
Philipp Peter May (* 12. März 1776 in Gräveneck; † 23. April 1851 ebenda) war ein nassauischer Schultheiß und Mitglied des Nassauischen Landtags.

## Leben
Philipp May wurde als Sohn des Schultheißen Johann Philipp May und dessen Ehefrau Maria Magdalena Grau geboren. Er betrieb in seinem Heimatort eine Landwirtschaft und war dort Schultheiß (heute Bürgermeister), als er 1825 aus der Gruppe der Grundbesitzer des Wahlkreises Weilburg ein Mandat für die Zweite Kammer des Nassauischen Landtags erhielt.
Er gehörte zu den 15 Abgeordneten (von 22 Deputierten), die aus Protest gegen den Pairsschub von 1831 im Rahmen des Nassauischen Domänenstreites den Landtag boykottierten. Aus diesem Grund wurde ihm das Mandat entzogen.
Sein Nachfolger im Amt wurde Heinrich Velte.